# Liste des députés européens de France de la 5e législature

Cet article présente la liste des députés européens de France de la Ve législature, élus lors des élections européennes de 1999. Leur mandat débute le 20 juillet 1999 et se termine le 20 juillet 2004.

## Députés européens élus en 1999
| Nom | Nom                     | Liste     | Groupe parlementaire | Groupe parlementaire |
| --- | ----------------------- | --------- | -------------------- | -------------------- |
|     | William Abitbol         | RPFIE     |                      | UEN                  |
|     | Sylviane Ainardi        | PCF       |                      | GUE/NGL              |
|     | Danielle Auroi          | Les Verts |                      | Verts/ALE            |
|     | Pervenche Berès         | PS        |                      | PSE                  |
|     | Jean-Louis Bernié       | CPNT      |                      | EDD                  |
|     | Georges Berthu          | MPF       |                      | UEN                  |
|     | Armonia Bordes          | LO        |                      | GUE/NGL              |
|     | Yasmine Boudjenah       | PCF       |                      | GUE/NGL              |
|     | Alima Boumediene-Thiery | Les Verts |                      | Verts/ALE            |
|     | Jean-Louis Bourlanges   | UDF       |                      | PPE-DE               |
|     | Yves Butel              | CPNT      |                      | EDD                  |
|     | Marie-Arlette Carlotti  | PS        |                      | PSE                  |
|     | Gérard Caudron          | PS        |                      | PSE                  |
|     | Isabelle Caullery       | RPFIE     |                      | UEN                  |
|     | Chantal Cauquil         | LO        |                      | GUE/NGL              |
|     | Daniel Cohn-Bendit      | Les Verts |                      | Verts/ALE            |
|     | Thierry Cornillet       | UDF       |                      | PPE-DE               |
|     | Paul-Marie Coûteaux     | RPFIE     |                      | UEN                  |
|     | Danielle Darras         | PS        |                      | PSE                  |
|     | Michel Dary             | PRG       |                      | PSE                  |
|     | Joseph Daul             | RPR       |                      | PPE-DE               |
|     | Francis Decourrière     | UDF       |                      | PPE-DE               |
|     | Marielle de Sarnez      | UDF       |                      | PPE-DE               |
|     | Harlem Désir            | PS        |                      | PSE                  |
|     | Christine de Veyrac     | DL        |                      | PPE-DE               |
|     | Alain Madelin           | DL        |                      | PPE-DE               |
|     | Tokia Saïfi             | DL        |                      | PPE-DE               |
|     | Hervé Novelli           | DL        |                      | PPE-DE               |
|     | Olivier Duhamel         | PS        |                      | PSE                  |
|     | Alain Esclopé           | CPNT      |                      | EDD                  |
|     | Anne Ferreira           | PS        |                      | PSE                  |
|     | Hélène Flautre          | Les Verts |                      | Verts/ALE            |
|     | Nicole Fontaine         | UDF       |                      | PPE-DE               |
|     | Janelly Fourtou         | UDF       |                      | PPE-DE               |
|     | Geneviève Fraisse       | DVG       |                      | GUE/NGL              |
|     | Jean-Claude Fruteau     | PS        |                      | PSE                  |
|     | Marie-France Garaud     | DVD       |                      | NI                   |
|     | Georges Garot           | PS        |                      | PSE                  |
|     | Charles de Gaulle       | FN        |                      | NI                   |
|     | Marie-Hélène Gillig     | PS        |                      | PSE                  |
|     | Bruno Gollnisch         | FN        |                      | NI                   |
|     | Françoise Grossetête    | DL        |                      | PPE-DE               |
|     | Catherine Guy-Quint     | PS        |                      | PSE                  |
|     | Adeline Hazan           | PS        |                      | PSE                  |
|     | Marie-Thérèse Hermange  | RPR       |                      | PPE-DE               |
|     | François Hollande       | PS        |                      | PSE                  |
|     | Nicolas Sarkozy         | RPR       |                      | PPE-DE               |
|     | Robert Hue              | PCF       |                      | GUE/NGL              |
|     | Marie-Anne Isler-Béguin | Les Verts |                      | Verts/ALE            |
|     | Thierry Jean-Pierre     | DL        |                      | PPE-DE               |
|     | Alain Krivine           | LCR       |                      | GUE/NGL              |
|     | Florence Kuntz          | RPFIE     |                      | UEN                  |
|     | Arlette Laguiller       | LO        |                      | GUE/NGL              |
|     | Catherine Lalumière     | PRG       |                      | PSE                  |
|     | Alain Lamassoure        | UDF       |                      | PPE-DE               |
|     | Carl Lang               | FN        |                      | NI                   |
|     | Thierry de La Perrière  | MPF       |                      | UEN                  |
|     | Alain Lipietz           | Les Verts |                      | Verts/ALE            |
|     | Jean-Charles Marchiani  | RPFIE     |                      | UEN                  |
|     | Hugues Martin           | RPR       |                      | PPE-DE               |
|     | Jean-Claude Martinez    | FN        |                      | NI                   |
|     | Véronique Mathieu       | CPNT      |                      | EDD                  |
|     | Élizabeth Montfort      | MPF       |                      | UEN                  |
|     | Philippe Morillon       | UDF       |                      | PPE-DE               |
|     | Sami Naïr               | MDC       |                      | PSE                  |
|     | François Bayrou         | UDF       |                      | PPE-DE               |
|     | Gérard Onesta           | Les Verts |                      | Verts/ALE            |
|     | Charles Pasqua          | RPFIE     |                      | UEN                  |
|     | Béatrice Patrie         | MDC       |                      | PSE                  |
|     | Yves Piétrasanta        | Les Verts |                      | Verts/ALE            |
|     | Bernard Poignant        | PS        |                      | PSE                  |
|     | Michel Raymond          | CPNT      |                      | EDD                  |
|     | Michel Rocard           | PS        |                      | PSE                  |
|     | Didier-Claude Rod       | Les Verts |                      | Verts/ALE            |
|     | Martine Roure           | PS        |                      | PSE                  |
|     | Jean Saint-Josse        | CPNT      |                      | EDD                  |
|     | Gilles Savary           | PS        |                      | PSE                  |
|     | Dominique Souchet       | MPF       |                      | UEN                  |
|     | Jean-Marie Le Pen       | FN        |                      | NI                   |
|     | Margie Sudre            | RPR       |                      | PPE-DE               |
|     | Fodé Sylla              | DVG       |                      | GUE/NGL              |
|     | Nicole Thomas-Mauro     | MPF       |                      | UEN                  |
|     | Roseline Vachetta       | LCR       |                      | GUE/NGL              |
|     | Philippe de Villiers    | MPF       |                      | UEN                  |
|     | Roger Karoutchi         | RPR       |                      | PPE-DE               |
|     | Francis Wurtz           | PCF       |                      | GUE/NGL              |
|     | François Zimeray        | PS        |                      | PSE                  |

## Remplacements
| Eurodéputé sortant     | Fin de mandat     | Parti     | Groupe    | Remplaçant            | Parti     | Groupe    |
| ---------------------- | ----------------- | --------- | --------- | --------------------- | --------- | --------- |
| Nicolas Sarkozy        | 14 septembre 1999 | RPR       | PPE-DE    | Brice Hortefeux       | RPR       | PPE-DE    |
| Philippe de Villiers   | 16 décembre 1999  | MPF       | UEN       | Alexandre Varaut      | MPF       | UEN       |
| François Hollande      | 17 décembre 1999  | PS        | PSE       | Anne Ferreira         | PS        | PSE       |
| Roger Karoutchi        | 31 décembre 1999  | RPR       | PPE-DE    | Dominique Vlasto      | DL        | PPE-DE    |
| Robert Hue             | 31 juillet 2000   | PCF       | GUE/NGL   | Philippe Herzog       | PCF       | GUE/NGL   |
| Marie-Noëlle Lienemann | 27 mars 2001      | PS        | PSE       | André Laignel         | PS        | PSE       |
| André Laignel          | 5 avril 2001      | PS        | PSE       | Michel Scarbonchi     | PS        | PSE       |
| Tokia Saïfi            | 6 mai 2002        | DL        | PPE-DE    | Marie-Hélène Descamps | UMP       | PPE-DE    |
| François Bayrou        | 16 juin 2002      | UDF       | PPE-DE    | Jean-Thomas Nordmann  | UMP       | PPE-DE    |
| Nicole Fontaine        | 16 juin 2002      | UDF       | PPE-DE    | Fabienne Keller       | UMP       | PPE-DE    |
| Alain Madelin          | 16 juin 2002      | DL        | PPE-DE    | Françoise de Veyrinas | UMP       | PPE-DE    |
| Hervé Novelli          | 16 juin 2002      | DL        | PPE-DE    | Anne-Marie Schaffner  | UMP       | PPE-DE    |
| Jean-Marie Le Pen      | 10 avril 2003     | FN        | NI        | Marie-France Stirbois | FN        | NI        |
| Yves Piétrasanta       | 2 février 2004    | Les Verts | Verts/ALE | Marie-Françoise Duthu | Les Verts | Verts/ALE |

## Changements d'affiliation
- En juin 2002, Démocratie libérale et le Rassemblement pour la République fusionnent pour donner naissance à l'UMP.

| Député européen        | Date             | Parti | Parti | Groupe | Groupe  |
| ---------------------- | ---------------- | ----- | ----- | ------ | ------- |
| Sami Naïr              | 27 juin 2002     | MDC   | MDC   | PSE    | NI      |
| Sami Naïr              | 1er juillet 2002 | MDC   | MDC   | NI     | GUE/NGL |
| Gérard Caudron         | 27 juin 2002     | PS    | DVG   | PSE    | NI      |
| Gérard Caudron         | 1er juillet 2002 | DVG   | DVG   | NI     | GUE/NGL |
| Michel Dary            | 27 juin 2002     | PRG   | PRG   | PSE    | NI      |
| Michel Dary            | 1er juillet 2002 | PRG   | PRG   | NI     | GUE/NGL |
| Béatrice Patrie        | 3 décembre 2002  | MDC   | PS    | PSE    | PSE     |
| Georges Berthu         | 31 janvier 2001  | MPF   | MPF   | UEN    | NI      |
| William Abitbol        | 15 mars 2001     | RPFIE | RPFIE | UEN    | EDD     |
| Élizabeth Montfort     | 31 janvier 2001  | MPF   | MPF   | UEN    | NI      |
| Élizabeth Montfort     | 2 juin 2002      | MPF   | UMP   | NI     | PPE-DE  |
| Dominique Souchet      | 31 janvier 2001  | MPF   | MPF   | UEN    | NI      |
| Thierry de la Perrière | 31 janvier 2001  | MPF   | MPF   | UEN    | NI      |
| Florence Kuntz         | 15 mars 2001     | RPFIE | RPFIE | UEN    | EDD     |
| Nicole Thomas-Mauro    | 31 janvier 2001  | MPF   | MPF   | UEN    | NI      |
| Nicole Thomas-Mauro    | 11 mars 2013     | MPF   | UMP   | NI     | UEN     |
| Paul-Marie Coûteaux    | 15 mars 2001     | RPFIE | RPFIE | UEN    | EDD     |
| Alain Lamassoure       | 2 juillet 2003   | UDF   | UMP   | PPE-DE | PPE-DE  |

## Tableau récapitulatif
| Parti     | Parti     | Début | Fin |
| --------- | --------- | ----- | --- |
| PCF       | PCF       | 4     | 4   |
| DVG       | DVG       | 2     | 3   |
| LO        | LO        | 3     | 3   |
| LCR       | LCR       | 2     | 2   |
| Les Verts | Les Verts | 9     | 5   |
| PS        | PS        | 18    | 18  |
| PRG       | PRG       | 2     | 2   |
| MDC       | MDC       | 2     | 1   |
| UDF       | UDF       | 9     | 8   |
| RPR       | UMP       | 6     | 15  |
| DL        | UMP       | 6     | 15  |
| CPNT      | CPNT      | 6     | 6   |
| DVD       | DVD       | 1     | 1   |
| RPFIE     | RPFIE     | 6     | 6   |
| MPF       | MPF       | 6     | 4   |
| FN        | FN        | 5     | 5   |